# New York Poultry, Pigeon and Pet Stock Association, Madison Square Garden
New York Poultry, Pigeon and Pet Stock Association, Madison Square Garden è un cortometraggio muto del 1912. Il nome del regista non viene riportato nei credit del film, un documentario girato al Madison Square Garden.

## Produzione
Il film fu prodotto dalla Edison Company.

## Distribuzione
Distribuito dalla General Film Company, il film - un documentario di 160 metri - uscì nelle sale cinematografiche degli Stati Uniti il 9 marzo 1912. Nelle proiezioni, veniva programmato con il sistema dello split reel, accorpato in un'unica bobina con un altro cortometraggio prodotto dalla Edison, la commedia The Patent Housekeeper.